# Trillme Festival
Trillme Festival Międzynarodowy Festiwal Chórów Dziewczęcych – festiwal muzyki chóralnej odbywający się co dwa lata w Poznaniu, począwszy od 2014 roku.
Pomysłodawcą i organizatorem jest miejscowy chór dziewczęcy Skowronki. Ideą tej jedynej tego typu imprezy w Europie, jest popularyzacja chóralistyki dziewczęcej. Festiwal ma charakter przeglądowy (nie konkursowy), a jego uczestniczki są w wieku od 12 do 19 lat.

## Edycje
Pierwsza edycja festiwalu miała miejsce między 18 a 21 września 2014 roku i wzięło w niej udział osiem europejskich chórów, w tym trzy grupy Skowronków oraz Chór Dziewczęcy Poznańskiej Szkoły Chóralnej Jerzego Kurczewskiego.
II Trillme Festival zaplanowany jest na okres 14-18 września 2016 roku.